# Filipijnse Legislatuur

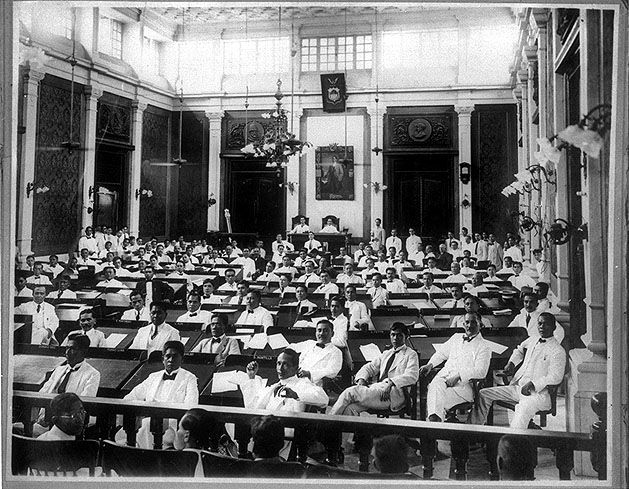
Een gezamenlijke sessie van het Filipijns Legislatuur (15 november 1916)

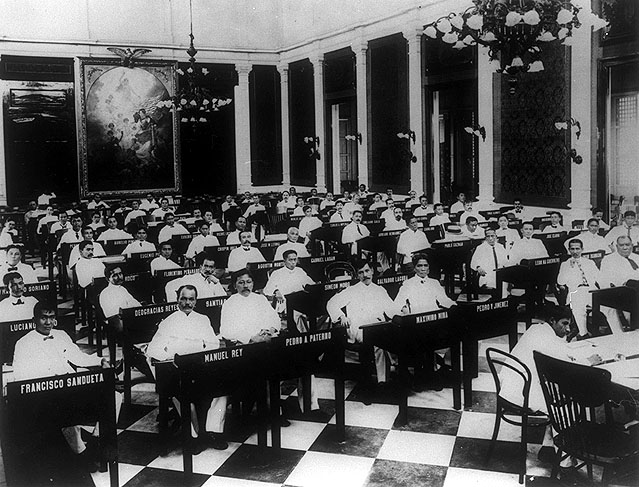
Het Filipijns Legislatuur (ergens voor 1924)

De Filipijnse Legislatuur was de legislatuur van de Filipijnen van 1907 tot 1935 en de voorganger van het huidige Filipijns Congres. De Filipijnse Legislatuur was de tweekamerige wetgevende macht van de Insular Government, de Amerikaanse koloniale overheid in de Filipijnen. 
De legislatuur bestond uit twee kamers. Van 1907 tot 1916 was het lagerhuis de gekozen Filipijnse Assemblee. Het hogerhuis bestond in die periode uit de benoemde leden van de Philippine Commission onder leiding van de Amerikaanse gouverneur-generaal van de Filipijnen. De gouverneur-generaal was in die tijd tevens hoofd van de Insular Government
De goedkeuring van de Jones Law door het Amerikaans Congres in 1916 betekende het einde voor de Philippine Commission. Vanaf dat moment bestond de Legislatuur uit twee gekozen kamers. Het hogerhuis werd de Senaat en het lagerhuis werd toen het Huis van Afgevaardigden.
Bij de oprichting van het Gemenebest van de Filipijnen in 1935 werd de tweekamerige Filipijnse Legislatuur vervangen door het Nationaal Assemblee van de Filipijnen, dat nog maar uit een enkele kamer bestond.